# گمینا سابنگه
گمینا سابنگه (به لهستانی:  Gmina Sabnie) یک گمینا در لهستان است که در شهرستان سوکوووف واقع شده‌است. گمینا سابنگه ۱۰۷٫۹۲ کیلومتر مربع مساحت و ۳٬۸۷۰ نفر جمعیت دارد.